# Rose (échecs)
Pour les articles homonymes, voir Rose.
 (signalé en juin 2025).
Si vous disposez d'ouvrages ou d'articles de référence ou si vous connaissez des sites web de qualité traitant du thème abordé ici, merci de compléter l'article en donnant les références utiles à sa vérifiabilité et en les liant à la section « Notes et références ».
- Archive Wikiwix
- Bing
- Cairn
- DuckDuckGo
- E. Universalis
- Gallica
- Google
- G. Books
- G. News
- G. Scholar
- Persée
- Qwant
- (zh) Baidu
- (ru) Yandex
- (wd) trouver des œuvres sur Wikidata

La rose est une pièce que l'on rencontre aux échecs dans certains problèmes d'échecs féeriques. Elle se déplace sur n'importe quelle case d'un octogone dont le côté est un pas de cavalier. Elle capture toute pièce de couleur opposée occupant l'une de ces cases.
Elle se déplace indifféremment dans le sens des aiguilles d'une montre ou à contre-sens. Cette pièce fut inventée par Robert Meignant (problème no 45, 1968).
|   | a | b | c | d | e | f | g | h |   |
| 8 | cinq sur case blanche e8 · six sur case noire c7 · quatre sur case noire g7 · sept sur case blanche b5 · trois sur case blanche h5 · Cavalier blanc sur case noire c3 · deux sur case noire g3 · un sur case blanche e2 | cinq sur case blanche e8 · six sur case noire c7 · quatre sur case noire g7 · sept sur case blanche b5 · trois sur case blanche h5 · Cavalier blanc sur case noire c3 · deux sur case noire g3 · un sur case blanche e2 | cinq sur case blanche e8 · six sur case noire c7 · quatre sur case noire g7 · sept sur case blanche b5 · trois sur case blanche h5 · Cavalier blanc sur case noire c3 · deux sur case noire g3 · un sur case blanche e2 | cinq sur case blanche e8 · six sur case noire c7 · quatre sur case noire g7 · sept sur case blanche b5 · trois sur case blanche h5 · Cavalier blanc sur case noire c3 · deux sur case noire g3 · un sur case blanche e2 | cinq sur case blanche e8 · six sur case noire c7 · quatre sur case noire g7 · sept sur case blanche b5 · trois sur case blanche h5 · Cavalier blanc sur case noire c3 · deux sur case noire g3 · un sur case blanche e2 | cinq sur case blanche e8 · six sur case noire c7 · quatre sur case noire g7 · sept sur case blanche b5 · trois sur case blanche h5 · Cavalier blanc sur case noire c3 · deux sur case noire g3 · un sur case blanche e2 | cinq sur case blanche e8 · six sur case noire c7 · quatre sur case noire g7 · sept sur case blanche b5 · trois sur case blanche h5 · Cavalier blanc sur case noire c3 · deux sur case noire g3 · un sur case blanche e2 | cinq sur case blanche e8 · six sur case noire c7 · quatre sur case noire g7 · sept sur case blanche b5 · trois sur case blanche h5 · Cavalier blanc sur case noire c3 · deux sur case noire g3 · un sur case blanche e2 | 8 |
| 7 | cinq sur case blanche e8 · six sur case noire c7 · quatre sur case noire g7 · sept sur case blanche b5 · trois sur case blanche h5 · Cavalier blanc sur case noire c3 · deux sur case noire g3 · un sur case blanche e2 | cinq sur case blanche e8 · six sur case noire c7 · quatre sur case noire g7 · sept sur case blanche b5 · trois sur case blanche h5 · Cavalier blanc sur case noire c3 · deux sur case noire g3 · un sur case blanche e2 | cinq sur case blanche e8 · six sur case noire c7 · quatre sur case noire g7 · sept sur case blanche b5 · trois sur case blanche h5 · Cavalier blanc sur case noire c3 · deux sur case noire g3 · un sur case blanche e2 | cinq sur case blanche e8 · six sur case noire c7 · quatre sur case noire g7 · sept sur case blanche b5 · trois sur case blanche h5 · Cavalier blanc sur case noire c3 · deux sur case noire g3 · un sur case blanche e2 | cinq sur case blanche e8 · six sur case noire c7 · quatre sur case noire g7 · sept sur case blanche b5 · trois sur case blanche h5 · Cavalier blanc sur case noire c3 · deux sur case noire g3 · un sur case blanche e2 | cinq sur case blanche e8 · six sur case noire c7 · quatre sur case noire g7 · sept sur case blanche b5 · trois sur case blanche h5 · Cavalier blanc sur case noire c3 · deux sur case noire g3 · un sur case blanche e2 | cinq sur case blanche e8 · six sur case noire c7 · quatre sur case noire g7 · sept sur case blanche b5 · trois sur case blanche h5 · Cavalier blanc sur case noire c3 · deux sur case noire g3 · un sur case blanche e2 | cinq sur case blanche e8 · six sur case noire c7 · quatre sur case noire g7 · sept sur case blanche b5 · trois sur case blanche h5 · Cavalier blanc sur case noire c3 · deux sur case noire g3 · un sur case blanche e2 | 7 |
| 6 | cinq sur case blanche e8 · six sur case noire c7 · quatre sur case noire g7 · sept sur case blanche b5 · trois sur case blanche h5 · Cavalier blanc sur case noire c3 · deux sur case noire g3 · un sur case blanche e2 | cinq sur case blanche e8 · six sur case noire c7 · quatre sur case noire g7 · sept sur case blanche b5 · trois sur case blanche h5 · Cavalier blanc sur case noire c3 · deux sur case noire g3 · un sur case blanche e2 | cinq sur case blanche e8 · six sur case noire c7 · quatre sur case noire g7 · sept sur case blanche b5 · trois sur case blanche h5 · Cavalier blanc sur case noire c3 · deux sur case noire g3 · un sur case blanche e2 | cinq sur case blanche e8 · six sur case noire c7 · quatre sur case noire g7 · sept sur case blanche b5 · trois sur case blanche h5 · Cavalier blanc sur case noire c3 · deux sur case noire g3 · un sur case blanche e2 | cinq sur case blanche e8 · six sur case noire c7 · quatre sur case noire g7 · sept sur case blanche b5 · trois sur case blanche h5 · Cavalier blanc sur case noire c3 · deux sur case noire g3 · un sur case blanche e2 | cinq sur case blanche e8 · six sur case noire c7 · quatre sur case noire g7 · sept sur case blanche b5 · trois sur case blanche h5 · Cavalier blanc sur case noire c3 · deux sur case noire g3 · un sur case blanche e2 | cinq sur case blanche e8 · six sur case noire c7 · quatre sur case noire g7 · sept sur case blanche b5 · trois sur case blanche h5 · Cavalier blanc sur case noire c3 · deux sur case noire g3 · un sur case blanche e2 | cinq sur case blanche e8 · six sur case noire c7 · quatre sur case noire g7 · sept sur case blanche b5 · trois sur case blanche h5 · Cavalier blanc sur case noire c3 · deux sur case noire g3 · un sur case blanche e2 | 6 |
| 5 | cinq sur case blanche e8 · six sur case noire c7 · quatre sur case noire g7 · sept sur case blanche b5 · trois sur case blanche h5 · Cavalier blanc sur case noire c3 · deux sur case noire g3 · un sur case blanche e2 | cinq sur case blanche e8 · six sur case noire c7 · quatre sur case noire g7 · sept sur case blanche b5 · trois sur case blanche h5 · Cavalier blanc sur case noire c3 · deux sur case noire g3 · un sur case blanche e2 | cinq sur case blanche e8 · six sur case noire c7 · quatre sur case noire g7 · sept sur case blanche b5 · trois sur case blanche h5 · Cavalier blanc sur case noire c3 · deux sur case noire g3 · un sur case blanche e2 | cinq sur case blanche e8 · six sur case noire c7 · quatre sur case noire g7 · sept sur case blanche b5 · trois sur case blanche h5 · Cavalier blanc sur case noire c3 · deux sur case noire g3 · un sur case blanche e2 | cinq sur case blanche e8 · six sur case noire c7 · quatre sur case noire g7 · sept sur case blanche b5 · trois sur case blanche h5 · Cavalier blanc sur case noire c3 · deux sur case noire g3 · un sur case blanche e2 | cinq sur case blanche e8 · six sur case noire c7 · quatre sur case noire g7 · sept sur case blanche b5 · trois sur case blanche h5 · Cavalier blanc sur case noire c3 · deux sur case noire g3 · un sur case blanche e2 | cinq sur case blanche e8 · six sur case noire c7 · quatre sur case noire g7 · sept sur case blanche b5 · trois sur case blanche h5 · Cavalier blanc sur case noire c3 · deux sur case noire g3 · un sur case blanche e2 | cinq sur case blanche e8 · six sur case noire c7 · quatre sur case noire g7 · sept sur case blanche b5 · trois sur case blanche h5 · Cavalier blanc sur case noire c3 · deux sur case noire g3 · un sur case blanche e2 | 5 |
| 4 | cinq sur case blanche e8 · six sur case noire c7 · quatre sur case noire g7 · sept sur case blanche b5 · trois sur case blanche h5 · Cavalier blanc sur case noire c3 · deux sur case noire g3 · un sur case blanche e2 | cinq sur case blanche e8 · six sur case noire c7 · quatre sur case noire g7 · sept sur case blanche b5 · trois sur case blanche h5 · Cavalier blanc sur case noire c3 · deux sur case noire g3 · un sur case blanche e2 | cinq sur case blanche e8 · six sur case noire c7 · quatre sur case noire g7 · sept sur case blanche b5 · trois sur case blanche h5 · Cavalier blanc sur case noire c3 · deux sur case noire g3 · un sur case blanche e2 | cinq sur case blanche e8 · six sur case noire c7 · quatre sur case noire g7 · sept sur case blanche b5 · trois sur case blanche h5 · Cavalier blanc sur case noire c3 · deux sur case noire g3 · un sur case blanche e2 | cinq sur case blanche e8 · six sur case noire c7 · quatre sur case noire g7 · sept sur case blanche b5 · trois sur case blanche h5 · Cavalier blanc sur case noire c3 · deux sur case noire g3 · un sur case blanche e2 | cinq sur case blanche e8 · six sur case noire c7 · quatre sur case noire g7 · sept sur case blanche b5 · trois sur case blanche h5 · Cavalier blanc sur case noire c3 · deux sur case noire g3 · un sur case blanche e2 | cinq sur case blanche e8 · six sur case noire c7 · quatre sur case noire g7 · sept sur case blanche b5 · trois sur case blanche h5 · Cavalier blanc sur case noire c3 · deux sur case noire g3 · un sur case blanche e2 | cinq sur case blanche e8 · six sur case noire c7 · quatre sur case noire g7 · sept sur case blanche b5 · trois sur case blanche h5 · Cavalier blanc sur case noire c3 · deux sur case noire g3 · un sur case blanche e2 | 4 |
| 3 | cinq sur case blanche e8 · six sur case noire c7 · quatre sur case noire g7 · sept sur case blanche b5 · trois sur case blanche h5 · Cavalier blanc sur case noire c3 · deux sur case noire g3 · un sur case blanche e2 | cinq sur case blanche e8 · six sur case noire c7 · quatre sur case noire g7 · sept sur case blanche b5 · trois sur case blanche h5 · Cavalier blanc sur case noire c3 · deux sur case noire g3 · un sur case blanche e2 | cinq sur case blanche e8 · six sur case noire c7 · quatre sur case noire g7 · sept sur case blanche b5 · trois sur case blanche h5 · Cavalier blanc sur case noire c3 · deux sur case noire g3 · un sur case blanche e2 | cinq sur case blanche e8 · six sur case noire c7 · quatre sur case noire g7 · sept sur case blanche b5 · trois sur case blanche h5 · Cavalier blanc sur case noire c3 · deux sur case noire g3 · un sur case blanche e2 | cinq sur case blanche e8 · six sur case noire c7 · quatre sur case noire g7 · sept sur case blanche b5 · trois sur case blanche h5 · Cavalier blanc sur case noire c3 · deux sur case noire g3 · un sur case blanche e2 | cinq sur case blanche e8 · six sur case noire c7 · quatre sur case noire g7 · sept sur case blanche b5 · trois sur case blanche h5 · Cavalier blanc sur case noire c3 · deux sur case noire g3 · un sur case blanche e2 | cinq sur case blanche e8 · six sur case noire c7 · quatre sur case noire g7 · sept sur case blanche b5 · trois sur case blanche h5 · Cavalier blanc sur case noire c3 · deux sur case noire g3 · un sur case blanche e2 | cinq sur case blanche e8 · six sur case noire c7 · quatre sur case noire g7 · sept sur case blanche b5 · trois sur case blanche h5 · Cavalier blanc sur case noire c3 · deux sur case noire g3 · un sur case blanche e2 | 3 |
| 2 | cinq sur case blanche e8 · six sur case noire c7 · quatre sur case noire g7 · sept sur case blanche b5 · trois sur case blanche h5 · Cavalier blanc sur case noire c3 · deux sur case noire g3 · un sur case blanche e2 | cinq sur case blanche e8 · six sur case noire c7 · quatre sur case noire g7 · sept sur case blanche b5 · trois sur case blanche h5 · Cavalier blanc sur case noire c3 · deux sur case noire g3 · un sur case blanche e2 | cinq sur case blanche e8 · six sur case noire c7 · quatre sur case noire g7 · sept sur case blanche b5 · trois sur case blanche h5 · Cavalier blanc sur case noire c3 · deux sur case noire g3 · un sur case blanche e2 | cinq sur case blanche e8 · six sur case noire c7 · quatre sur case noire g7 · sept sur case blanche b5 · trois sur case blanche h5 · Cavalier blanc sur case noire c3 · deux sur case noire g3 · un sur case blanche e2 | cinq sur case blanche e8 · six sur case noire c7 · quatre sur case noire g7 · sept sur case blanche b5 · trois sur case blanche h5 · Cavalier blanc sur case noire c3 · deux sur case noire g3 · un sur case blanche e2 | cinq sur case blanche e8 · six sur case noire c7 · quatre sur case noire g7 · sept sur case blanche b5 · trois sur case blanche h5 · Cavalier blanc sur case noire c3 · deux sur case noire g3 · un sur case blanche e2 | cinq sur case blanche e8 · six sur case noire c7 · quatre sur case noire g7 · sept sur case blanche b5 · trois sur case blanche h5 · Cavalier blanc sur case noire c3 · deux sur case noire g3 · un sur case blanche e2 | cinq sur case blanche e8 · six sur case noire c7 · quatre sur case noire g7 · sept sur case blanche b5 · trois sur case blanche h5 · Cavalier blanc sur case noire c3 · deux sur case noire g3 · un sur case blanche e2 | 2 |
| 1 | cinq sur case blanche e8 · six sur case noire c7 · quatre sur case noire g7 · sept sur case blanche b5 · trois sur case blanche h5 · Cavalier blanc sur case noire c3 · deux sur case noire g3 · un sur case blanche e2 | cinq sur case blanche e8 · six sur case noire c7 · quatre sur case noire g7 · sept sur case blanche b5 · trois sur case blanche h5 · Cavalier blanc sur case noire c3 · deux sur case noire g3 · un sur case blanche e2 | cinq sur case blanche e8 · six sur case noire c7 · quatre sur case noire g7 · sept sur case blanche b5 · trois sur case blanche h5 · Cavalier blanc sur case noire c3 · deux sur case noire g3 · un sur case blanche e2 | cinq sur case blanche e8 · six sur case noire c7 · quatre sur case noire g7 · sept sur case blanche b5 · trois sur case blanche h5 · Cavalier blanc sur case noire c3 · deux sur case noire g3 · un sur case blanche e2 | cinq sur case blanche e8 · six sur case noire c7 · quatre sur case noire g7 · sept sur case blanche b5 · trois sur case blanche h5 · Cavalier blanc sur case noire c3 · deux sur case noire g3 · un sur case blanche e2 | cinq sur case blanche e8 · six sur case noire c7 · quatre sur case noire g7 · sept sur case blanche b5 · trois sur case blanche h5 · Cavalier blanc sur case noire c3 · deux sur case noire g3 · un sur case blanche e2 | cinq sur case blanche e8 · six sur case noire c7 · quatre sur case noire g7 · sept sur case blanche b5 · trois sur case blanche h5 · Cavalier blanc sur case noire c3 · deux sur case noire g3 · un sur case blanche e2 | cinq sur case blanche e8 · six sur case noire c7 · quatre sur case noire g7 · sept sur case blanche b5 · trois sur case blanche h5 · Cavalier blanc sur case noire c3 · deux sur case noire g3 · un sur case blanche e2 | 1 |
|   | a | b | c | d | e | f | g | h |   |

|   | a | b | c | d | e | f | g | h |   |
| 8 | un sur case blanche e4 · Cavalier blanc sur case noire c3 · deux sur case noire g3 · un sur case blanche b1 · trois sur case blanche h1 | un sur case blanche e4 · Cavalier blanc sur case noire c3 · deux sur case noire g3 · un sur case blanche b1 · trois sur case blanche h1 | un sur case blanche e4 · Cavalier blanc sur case noire c3 · deux sur case noire g3 · un sur case blanche b1 · trois sur case blanche h1 | un sur case blanche e4 · Cavalier blanc sur case noire c3 · deux sur case noire g3 · un sur case blanche b1 · trois sur case blanche h1 | un sur case blanche e4 · Cavalier blanc sur case noire c3 · deux sur case noire g3 · un sur case blanche b1 · trois sur case blanche h1 | un sur case blanche e4 · Cavalier blanc sur case noire c3 · deux sur case noire g3 · un sur case blanche b1 · trois sur case blanche h1 | un sur case blanche e4 · Cavalier blanc sur case noire c3 · deux sur case noire g3 · un sur case blanche b1 · trois sur case blanche h1 | un sur case blanche e4 · Cavalier blanc sur case noire c3 · deux sur case noire g3 · un sur case blanche b1 · trois sur case blanche h1 | 8 |
| 7 | un sur case blanche e4 · Cavalier blanc sur case noire c3 · deux sur case noire g3 · un sur case blanche b1 · trois sur case blanche h1 | un sur case blanche e4 · Cavalier blanc sur case noire c3 · deux sur case noire g3 · un sur case blanche b1 · trois sur case blanche h1 | un sur case blanche e4 · Cavalier blanc sur case noire c3 · deux sur case noire g3 · un sur case blanche b1 · trois sur case blanche h1 | un sur case blanche e4 · Cavalier blanc sur case noire c3 · deux sur case noire g3 · un sur case blanche b1 · trois sur case blanche h1 | un sur case blanche e4 · Cavalier blanc sur case noire c3 · deux sur case noire g3 · un sur case blanche b1 · trois sur case blanche h1 | un sur case blanche e4 · Cavalier blanc sur case noire c3 · deux sur case noire g3 · un sur case blanche b1 · trois sur case blanche h1 | un sur case blanche e4 · Cavalier blanc sur case noire c3 · deux sur case noire g3 · un sur case blanche b1 · trois sur case blanche h1 | un sur case blanche e4 · Cavalier blanc sur case noire c3 · deux sur case noire g3 · un sur case blanche b1 · trois sur case blanche h1 | 7 |
| 6 | un sur case blanche e4 · Cavalier blanc sur case noire c3 · deux sur case noire g3 · un sur case blanche b1 · trois sur case blanche h1 | un sur case blanche e4 · Cavalier blanc sur case noire c3 · deux sur case noire g3 · un sur case blanche b1 · trois sur case blanche h1 | un sur case blanche e4 · Cavalier blanc sur case noire c3 · deux sur case noire g3 · un sur case blanche b1 · trois sur case blanche h1 | un sur case blanche e4 · Cavalier blanc sur case noire c3 · deux sur case noire g3 · un sur case blanche b1 · trois sur case blanche h1 | un sur case blanche e4 · Cavalier blanc sur case noire c3 · deux sur case noire g3 · un sur case blanche b1 · trois sur case blanche h1 | un sur case blanche e4 · Cavalier blanc sur case noire c3 · deux sur case noire g3 · un sur case blanche b1 · trois sur case blanche h1 | un sur case blanche e4 · Cavalier blanc sur case noire c3 · deux sur case noire g3 · un sur case blanche b1 · trois sur case blanche h1 | un sur case blanche e4 · Cavalier blanc sur case noire c3 · deux sur case noire g3 · un sur case blanche b1 · trois sur case blanche h1 | 6 |
| 5 | un sur case blanche e4 · Cavalier blanc sur case noire c3 · deux sur case noire g3 · un sur case blanche b1 · trois sur case blanche h1 | un sur case blanche e4 · Cavalier blanc sur case noire c3 · deux sur case noire g3 · un sur case blanche b1 · trois sur case blanche h1 | un sur case blanche e4 · Cavalier blanc sur case noire c3 · deux sur case noire g3 · un sur case blanche b1 · trois sur case blanche h1 | un sur case blanche e4 · Cavalier blanc sur case noire c3 · deux sur case noire g3 · un sur case blanche b1 · trois sur case blanche h1 | un sur case blanche e4 · Cavalier blanc sur case noire c3 · deux sur case noire g3 · un sur case blanche b1 · trois sur case blanche h1 | un sur case blanche e4 · Cavalier blanc sur case noire c3 · deux sur case noire g3 · un sur case blanche b1 · trois sur case blanche h1 | un sur case blanche e4 · Cavalier blanc sur case noire c3 · deux sur case noire g3 · un sur case blanche b1 · trois sur case blanche h1 | un sur case blanche e4 · Cavalier blanc sur case noire c3 · deux sur case noire g3 · un sur case blanche b1 · trois sur case blanche h1 | 5 |
| 4 | un sur case blanche e4 · Cavalier blanc sur case noire c3 · deux sur case noire g3 · un sur case blanche b1 · trois sur case blanche h1 | un sur case blanche e4 · Cavalier blanc sur case noire c3 · deux sur case noire g3 · un sur case blanche b1 · trois sur case blanche h1 | un sur case blanche e4 · Cavalier blanc sur case noire c3 · deux sur case noire g3 · un sur case blanche b1 · trois sur case blanche h1 | un sur case blanche e4 · Cavalier blanc sur case noire c3 · deux sur case noire g3 · un sur case blanche b1 · trois sur case blanche h1 | un sur case blanche e4 · Cavalier blanc sur case noire c3 · deux sur case noire g3 · un sur case blanche b1 · trois sur case blanche h1 | un sur case blanche e4 · Cavalier blanc sur case noire c3 · deux sur case noire g3 · un sur case blanche b1 · trois sur case blanche h1 | un sur case blanche e4 · Cavalier blanc sur case noire c3 · deux sur case noire g3 · un sur case blanche b1 · trois sur case blanche h1 | un sur case blanche e4 · Cavalier blanc sur case noire c3 · deux sur case noire g3 · un sur case blanche b1 · trois sur case blanche h1 | 4 |
| 3 | un sur case blanche e4 · Cavalier blanc sur case noire c3 · deux sur case noire g3 · un sur case blanche b1 · trois sur case blanche h1 | un sur case blanche e4 · Cavalier blanc sur case noire c3 · deux sur case noire g3 · un sur case blanche b1 · trois sur case blanche h1 | un sur case blanche e4 · Cavalier blanc sur case noire c3 · deux sur case noire g3 · un sur case blanche b1 · trois sur case blanche h1 | un sur case blanche e4 · Cavalier blanc sur case noire c3 · deux sur case noire g3 · un sur case blanche b1 · trois sur case blanche h1 | un sur case blanche e4 · Cavalier blanc sur case noire c3 · deux sur case noire g3 · un sur case blanche b1 · trois sur case blanche h1 | un sur case blanche e4 · Cavalier blanc sur case noire c3 · deux sur case noire g3 · un sur case blanche b1 · trois sur case blanche h1 | un sur case blanche e4 · Cavalier blanc sur case noire c3 · deux sur case noire g3 · un sur case blanche b1 · trois sur case blanche h1 | un sur case blanche e4 · Cavalier blanc sur case noire c3 · deux sur case noire g3 · un sur case blanche b1 · trois sur case blanche h1 | 3 |
| 2 | un sur case blanche e4 · Cavalier blanc sur case noire c3 · deux sur case noire g3 · un sur case blanche b1 · trois sur case blanche h1 | un sur case blanche e4 · Cavalier blanc sur case noire c3 · deux sur case noire g3 · un sur case blanche b1 · trois sur case blanche h1 | un sur case blanche e4 · Cavalier blanc sur case noire c3 · deux sur case noire g3 · un sur case blanche b1 · trois sur case blanche h1 | un sur case blanche e4 · Cavalier blanc sur case noire c3 · deux sur case noire g3 · un sur case blanche b1 · trois sur case blanche h1 | un sur case blanche e4 · Cavalier blanc sur case noire c3 · deux sur case noire g3 · un sur case blanche b1 · trois sur case blanche h1 | un sur case blanche e4 · Cavalier blanc sur case noire c3 · deux sur case noire g3 · un sur case blanche b1 · trois sur case blanche h1 | un sur case blanche e4 · Cavalier blanc sur case noire c3 · deux sur case noire g3 · un sur case blanche b1 · trois sur case blanche h1 | un sur case blanche e4 · Cavalier blanc sur case noire c3 · deux sur case noire g3 · un sur case blanche b1 · trois sur case blanche h1 | 2 |
| 1 | un sur case blanche e4 · Cavalier blanc sur case noire c3 · deux sur case noire g3 · un sur case blanche b1 · trois sur case blanche h1 | un sur case blanche e4 · Cavalier blanc sur case noire c3 · deux sur case noire g3 · un sur case blanche b1 · trois sur case blanche h1 | un sur case blanche e4 · Cavalier blanc sur case noire c3 · deux sur case noire g3 · un sur case blanche b1 · trois sur case blanche h1 | un sur case blanche e4 · Cavalier blanc sur case noire c3 · deux sur case noire g3 · un sur case blanche b1 · trois sur case blanche h1 | un sur case blanche e4 · Cavalier blanc sur case noire c3 · deux sur case noire g3 · un sur case blanche b1 · trois sur case blanche h1 | un sur case blanche e4 · Cavalier blanc sur case noire c3 · deux sur case noire g3 · un sur case blanche b1 · trois sur case blanche h1 | un sur case blanche e4 · Cavalier blanc sur case noire c3 · deux sur case noire g3 · un sur case blanche b1 · trois sur case blanche h1 | un sur case blanche e4 · Cavalier blanc sur case noire c3 · deux sur case noire g3 · un sur case blanche b1 · trois sur case blanche h1 | 1 |
|   | a | b | c | d | e | f | g | h |   |